# Val de Moder
Val de Moder [val də mɔdɛʁ] est une ancienne commune française située dans la circonscription administrative du Bas-Rhin en région Grand Est.
La commune est créée le 1er janvier 2016 avec le statut de commune nouvelle à la suite du regroupement des trois communes de Pfaffenhoffen, La Walck et Uberach, soit une population municipale de 5 157 habitants.
Le 5 janvier 2016, Jean-Denis Enderlin est élu maire.
Le 1er janvier 2019, elle prend le statut administratif de commune déléguée à la suite du regroupement avec la commune de Ringeldorf pour créer la nouvelle commune de Val-de-Moder.